# Nicópolis (Ponto)
Nicópolis (en griego: Νικόπολις "ciudad de la victoria") fue una colonia romana en Armenia Menor fundada por Pompeyo en 63 a. C. después de conquistar el Reino de Ponto en la tercera guerra mitridática. Formó parte de la provincia romana de Armenia Prima. Hoy en día la ciudad de Koyulhisar en Turquía nororiental ocupa el emplazamiento.

## Historia
La ciudad fue fundada por Pompeyo después de su decisiva victoria sobre Mitrídates VI del Ponto. Estaba situada en la base de una montaña con fácil acceso al agua y fue poblada con veteranos de su ejército, así como por el campesinado local. Era un cruce de las carreteras romanas que conectaban dirigiendo a Comana, Polemonio, Neocæsarea, Sebasteia, etc., por lo que ya en tiempos de Estrabón, tenía una población significativa.
Cedida a Polemón por Marco Antonio en 36 a. C., Nicópolis fue gobernada desde 54 d. C. por Aristóbulo de Calcis y anexionada finalmente al Imperio romano por Nerón en el año 64 d. C. Se convirtió entonces en la metrópoli de Armenia Menor y sede de la dieta provincial que elegía al Armeniarca. Además del altar de los Augusti, tenía templos dedicados a Zeus Nicéforo y a la Victoria. 
El cristianismo llegó Nicópolis en una fecha temprana y bajo Licinio, aproximadamente en 319, cuarenta y cinco de los habitantes de la ciudad fueron martirizados. La Iglesia ortodoxa y la Iglesia católica les veneran el 10 de julio. San Basilio- llama a los sacerdotes de Nicópolis hijos de confesores y mártires y llama a su iglesia "madre" de la de Koloneia. En c. 472, San Juan el Silencioso, tras vender sus bienes terrenales, erigió una iglesia a la Virgen Bendita. Los santos Januario y Pelagia también fueron martirizados en la ciudad.
En 499 Nicópolis fue destruida por un terremoto en 499, apenas escapando el obispo y sus dos secretarios de la muerte. Este desastre fue irreparable y a pesar de que Justiniano reconstruyó los muros y levantó un monasterio en memoria de los Cuarenta y cinco Mártires, Nicópolis nunca recuperó su anterior esplendor siendo reemplazada por Koloneia.
Durante el reinado de Heraclio fue capturada por las fuerzas de Cosroes II y siguió siendo una ciudad mediocre, sede sufragánea de Sebasteia en Armenia Menor. Siguió como tal al menos hasta el siglo XI, según las Notitiae episcopatuum. Durante los siglos IX-XII pertenecía al tema de Koloneia.
Bajo el imperio otomano la antigua Nicópolis fue ocupado por el pueblo armenio de Purkh, cerca la ciudad de Enderes, en el sanjak de Kara-Hissar del valiato de Sivas.

## Obispos
Entre los ocho obispos mencionados por Le Quien destaca San Gregorio que, en el siglo XI, dimitió de su obispado y se retiró a Pithiviers en Francia. La Iglesia católica le venera el 14 de marzo.
La Iglesia católica lista el obispado como sede titular bajo el nombre de Nicópolis en Armenia.